# Polnische Filmschule
Als Polnische Filmschule wird eine Gruppe von polnischen Filmschaffenden bezeichnet, die von Mitte der 1950er-Jahre bis zu Beginn der 1960er-Jahre (1955–1963; 1956–1965) insbesondere Filme schufen, welche die polnische Identität in Hinblick auf die polnische Geschichte, vor allem auch im Zweiten Weltkrieg, reflektierten.

## Geschichte

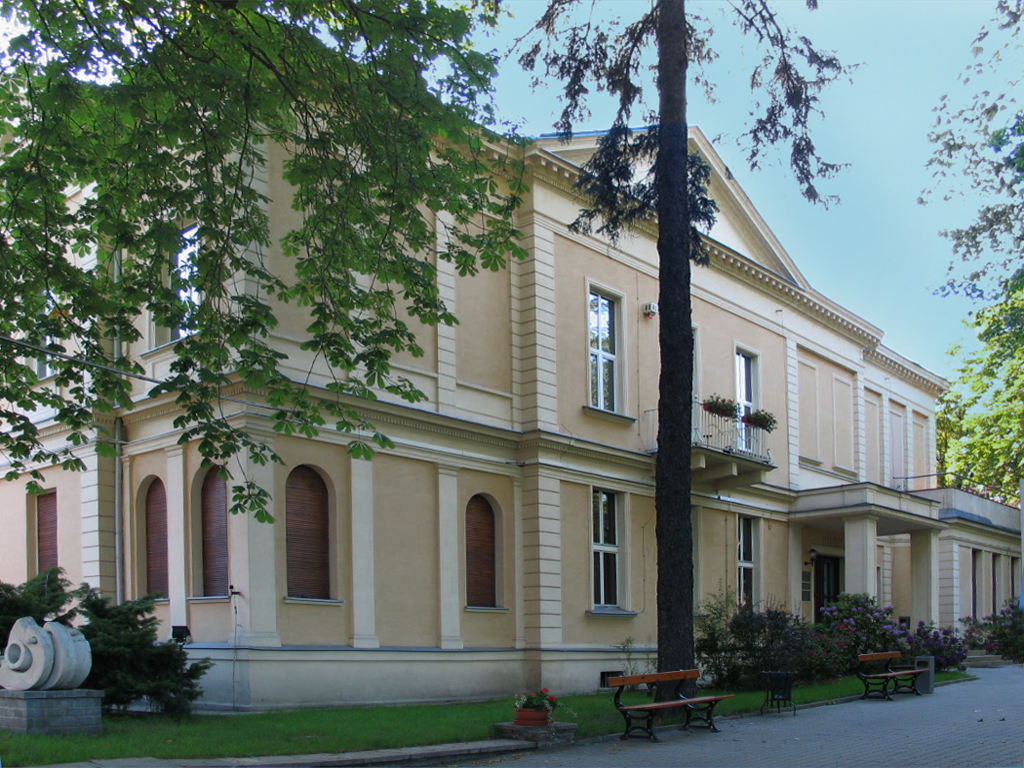
Die Staatliche Hochschule für Film, Fernsehen und Theater Łódź war der Ausgangspunkt der Polnischen Filmschule Mitte der 1950er Jahre.

Die Polnische Filmschule entstand im liberaleren kulturellen Klima in Polen nach dem Tod Josef Stalins 1953 und des stalinistischen polnischen Premierministers Bolesław Bierut 1956. An der Staatlichen Hochschule für Film, Fernsehen und Theater in Łódź traf sich eine Gruppe von Studenten, um im Direktoratsgebäude amerikanische und westeuropäische Filme zu schauen, die nun nicht mehr der Zensur zum Opfer fielen. Die Einflüsse dieser Filme lassen sich in den polnischen Produktionen dieser Jahre nachvollziehen, die der polnischen Zensur mit ihren Geschichten von Helden aus dem Krieg oder der Nachkriegszeit entgehen konnten. Diese Entwicklung markierte dabei die Ambivalenz der polnischen Kulturpolitik: Während die 1948 gegründete Filmhochschule eigentlich als Kaderschmiede des sozialistischen Films fungieren sollte, bildete sich eine Generation international anerkannter Filmschaffender heraus, die sich vom sozialistischen Realismus distanzierte. Der Begriff der Polnischen Filmschule wurde 1954 vom Filmkritiker Aleksander Jackiewicz geprägt, der die Hoffnung ausdrückte, dass diese an die große Tradition polnischer Kunst anknüpfen könnte. Während der Schulbegriff mittlerweile allgemein anerkannt ist, war die Existenz der Polnischen Filmschule bei den Zeitgenossen noch umstritten und spielte zum Beispiel in zeitgenössischen Darstellungen von Bolesław Michałek und Jerzy Płażewski in Sight and Sound und Cahiers du Cinema keine Rolle.

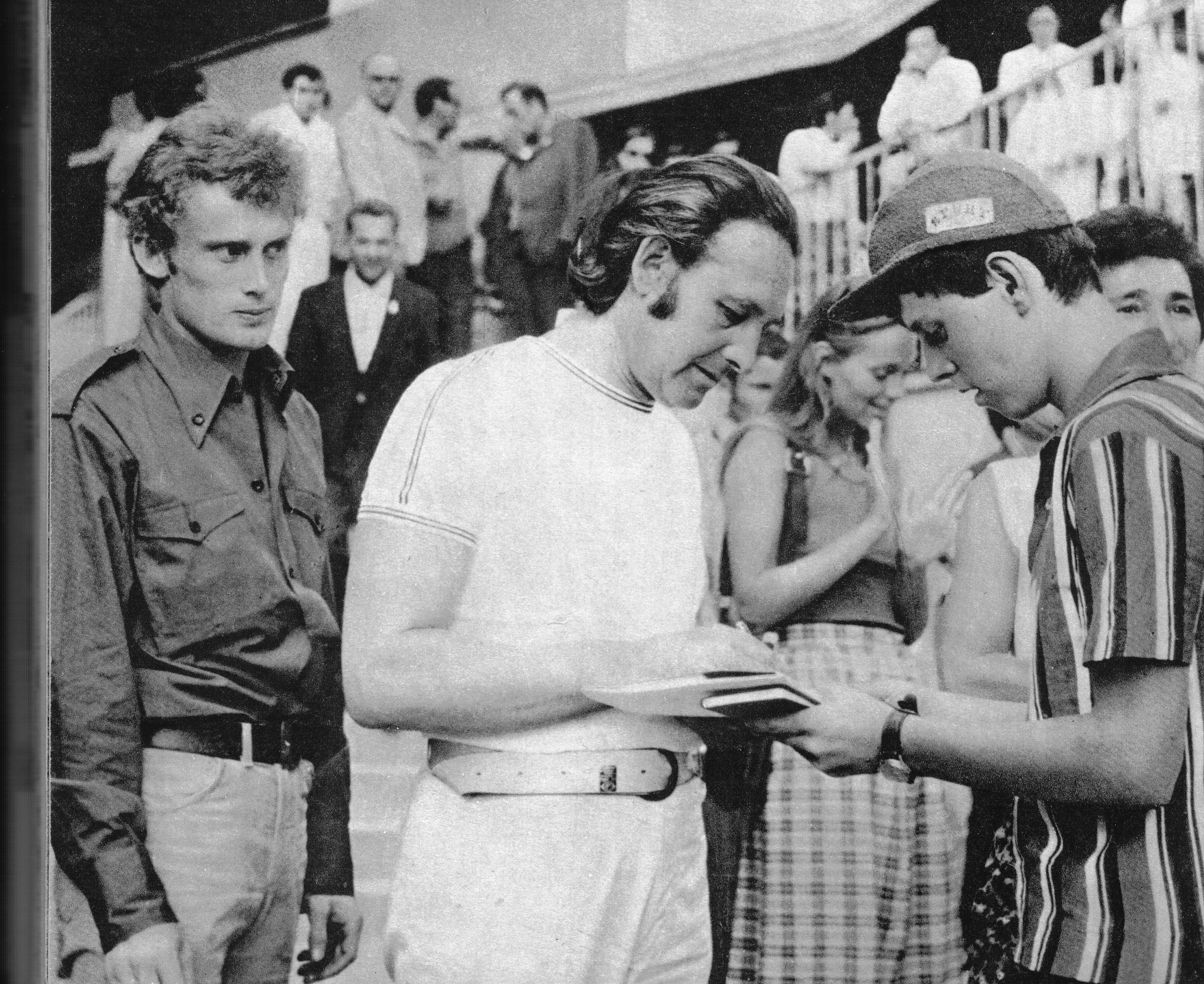
Daniel Olbrychski (links) und Andrzej Wajda beim Filmfestival „Lubuskie Lato Filmowe“ in Łagów Ende der 1960er Jahre. Wajda war eine der zentralen Figuren der Polnischen Filmschule.

Es handelt sich um eine der bedeutendsten Perioden des polnischen Films, in der unter anderem Regisseure wie Jerzy Kawalerowicz, Andrzej Wajda, Wojciech Has, Kazimierz Kutz, Janusz Morgenstern, Tadeusz Konwicki und Roman Polanski, der zu dieser Zeit noch häufiger als Schauspieler vor der Kamera stand als Regie zu führen, wirkten. Sie gehörten meist der Kriegsgeneration an und verarbeiteten ihre Erfahrungen in ihren Filmen. Diese waren dabei durchaus vielfältig und reichten von epischen Historienfilmen über romantische Themem bis hin zu Filmkomödien. Besondere Bedeutung hatte Wajdas Film Der Kanal, der im Jahr 1957 mit dem Preis der Jury des Filmfestivals von Cannes ausgezeichnet wurde. In dem Film behandelt Wajda den Warschauer Aufstand, im Folgejahr mit Asche und Diamant den Widerstand gegen die Kommunisten nach dem Krieg. In solchen Filmen war eine deutlich kritischere Perspektive auf die polnische Geschichte möglich als sie Historiker in ihren Schriften einnehmen konnten. Die Filme waren dabei vieldeutig und subversiv, entgegen den offiziellen Narrativen boten sich etwa die Widerstandskämpfer nun als Sexsymbole an. Aber nicht alle Filme verhandelten derart politische Themen. Polanskis Debüt Das Messer im Wasser aus dem Jahr 1962 war ein Beziehungsdrama mit Elementen eines Psychothrillers.
Sowohl Veteranen des Widerstands als auch Dogmatiker der Polska Zjednoczona Partia Robotnicza kritisierten die Filme, mit der restrektiveren Kulturpolitik in den beginnenden 1960er-Jahren begann sich die Gruppe zunehmend aufzulösen. Zudem hatte sich die künstlerische Stoßrichtung der Polnischen Filmschule abgenutzt. Bis dahin sicherten ihre internationalen Festivalerfolge den Regisseuren den benötigten Freiraum.